# Hiram Cox
Hiram Cox (Verenigd Koninkrijk, 1760 – Palongkee, het latere Cox’s Bazar, 1799) was een Britse diplomaat in Burma en nadien bestuurder in de Britse Oost-Indische Compagnie, meer bepaald in Bengalen.

## Levensloop
Het parochieregister waar Cox’s doop instaat, is niet teruggevonden. Sommigen stelden dat in Schotland was, anderen in Zuid-Engeland of Wales.
Cox was een officier in de Britse Oost-Indische Compagnie, met de rang van kapitein. Hij werkte in de provincie Bengalen in Brits-Indië. In 1796 stuurden de Britten hem als diplomaat naar het naburige Burma, naar de hoofdstad Rangoon. Zijn rol was de handel van hout naar Bengalen te verzekeren, want in die tijd was Burma nog geen Britse kolonie. Cox verbleef aan het hof van Amarapoorah, vorst in het Derde Birmaanse koninkrijk.
Cox keerde terug naar Bengalen begin 1799. Hij kreeg een benoeming als superintendant van Palongkee of Palonki. Palongkee was ontstaan in de 17e eeuw als een kampement van de Mughal prins Shah Shiya. In Brits-Indië was Palongkee een commercieel en militair strategisch punt nabij de grens met Burma. De situatie in Palongkee was onrustig. Door burgeroorlog in Burma vluchtte Arakanbevolking weg; het koninkrijk Arakan was namelijk in 1794 geannexeerd door Burma en dit leverde burgeroorlog op. De Arakanvluchtelingen werden slecht onthaald door de lokale bevolking, toen Rakhine genoemd (wat eigenlijk een synoniem is voor Arakan). Cox stichtte in Palongkee een marktplaats, wat paste in zijn groter plan van verstedelijking.
Cox was lid van The Asiatic Society. Hier publiceerde hij een theorie dat het schaakspel oorspronkelijk een spel van vier spelers was. Deze theorie werd later gesteund door Duncan Forbes (1798-1868) en de Cox-Forbes theorie genoemd in de 19e eeuw. Deze theorie is nadien verlaten.
In Palongkee stierf Cox in het jaar 1799 ten gevolge van malaria, het jaar dat hij er benoemd was. Hij liet een vrouw en een zoon achter: kapitein Henry Cox, eveneens een officier in de Britse Oost-Indische Compagnie.

## Eerbewijs

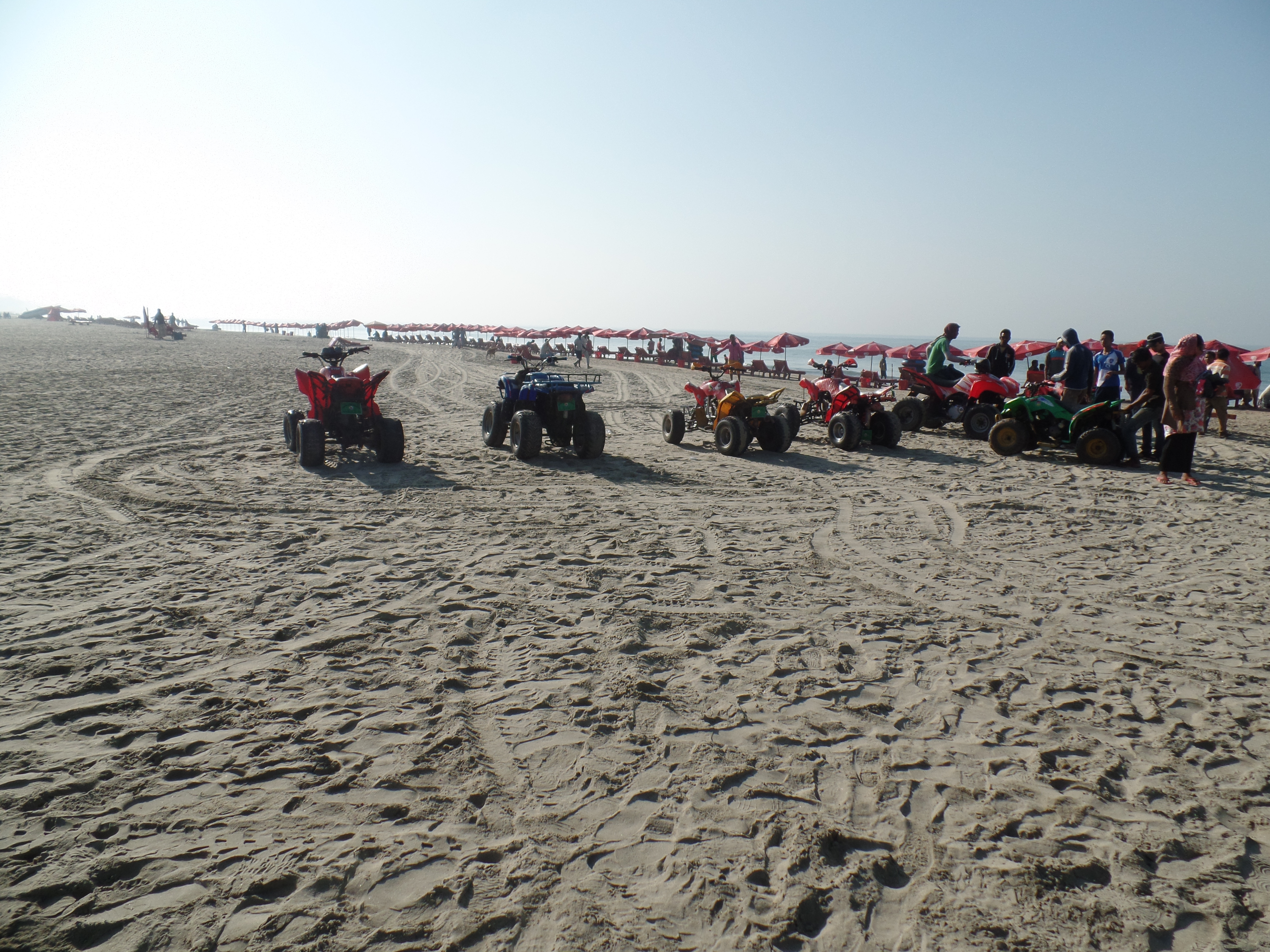
Strand van Cox's Bazar in Bangladesh

In de 19e eeuw hernoemden de Britten de stad Palongkee naar de marktplaats van Hiram Cox: Cox’s Bazar. Het is de grootste badstad van Bangladesh.